# Erivaldo Antonio Saraiva
Erivaldo Antonio Saraiva (* 22. November 1980 in Cubatão), auch bekannt als Valdo, ist ein ehemaliger brasilianischer Fußballspieler.

## Karriere
2007 unterschrieb er einen Vertrag beim tunesischen Hammam-Lif. 2008 wechselte er zum chinesischen Zhejiang Professional FC, bestritt 49 Erstligaspiele und schoss dabei 23 Tore. 2010 wechselte er zu Beijing Guoan. Sommer 2010 wechselte er zum japanischen Shonan Bellmare. 2011 wechselte er zum chinesischen Liaoning Hongyun. 2011 wurde er mit dem Verein Tabellendritter der Chinese Super League. 2012 wechselte er zum Zweitligisten Chengdu Blades.